# Egisto Ferroni

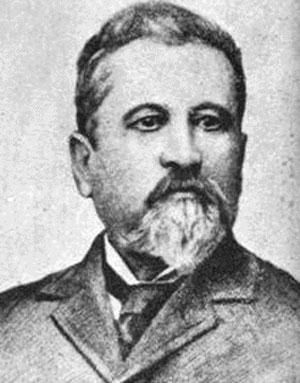
Egisto Ferroni

Egisto Ferroni (14 de diciembre de 1835, Lastra a Signa - 25 de mayo de 1912, Florencia ) fue un pintor italiano, especializado en temas pastorales, rurales y de género .

## Biografía
Su padre, Egiziano, era maestro cantero. Originalmente tenía intención de seguirlo en el oficio, pero más tarde decidió estudiar en la Accademia di Belle Arti di Firenze, donde entre sus instructores se encontraban Enrico Pollastrini, Stefano Ussi y Antonio Ciseri. Sus primeras pinturas trataban sobre temas históricos.
Su primera obra de importancia fue creada en 1868: un cuadro titulado "Le trecciaiole" (Las trenzadoras), que presentó en la Sociedad para el Fomento de las Artes. Causó una gran impresión entre la crítica porque su tamaño monumental era atípico para obras de ese género. En general, sus figuras fueron retratadas de una manera severa y realista, lo que le puso en conflicto con su agente, Luigi Pisani, que quería escenas más "educadas". Afortunadamente, pudo encontrar un mecenas rico, Gioacchino Herts, conde de Frassineto, que lo apoyó durante más de veinte años.
En 1878 presentó dos obras en la Exposición Universal de París. También participó en la Exposición Internacional de Roma de 1883, donde sus obras se exhibieron junto a las de Giovanni Fattori, Eugenio Cecconi y otros miembros de los Macchiaioli. Su carrera se vio interrumpida por un largo período de depresión, provocado por la muerte de su hijo, Raffaele, en 1891. Se recuperó en 1897 y fue invitado a participar en la Bienal de Venecia .
Prefería pasar el tiempo solo en el campo, fuera del foco de atención. A pesar de ello, consiguió amasar una fortuna considerable. Murió en casa de su hijo Arrigo, con quien vivía desde 1908. Dos décadas después de su muerte, su obra quedó prácticamente olvidada.